# Josep Pau Ballot i Torres
Josep Pau Ballot i Torres (* 1747 in Argentona; † 21. Oktober 1821 in Barcelona) war ein catalan Theologe, Katalanist, Hispanist und Grammatiker.

## Leben und Werk
Ballot studierte Theologie und wurde an der Jesuitenuniversität Gandia promoviert. Am Colegio de Cordellas (katalanisch: Col•legi de Cordelles) in Barcelona besetzte er den Lehrstuhl für Rhetorik.
Ballot schrieb die erste gedruckte Grammatik des Katalanischen. Die ungefähr gleichzeitig verfasste Grammatik von Joan Petit i Aguilar blieb Manuskript.

## Werke (Auswahl)
- Discurso sobre la criança racional y cristiana. Barcelona, 1782.
- Reflexiones oportunas para el uso y manejo de la llengua latina. Barcelona, Eulalia Piferrer, 1782.
- Lecciones de leer y escribir para la Escuela de Primeras Letras. Barcelona, Vda. de Piferrer, 1787.
- Plan de educación o modo de aprender la llengua latina. Barcelona, 1803.
- Verdaderos principios de leer la llengua castellana y latina. Barcelona, Piferrer, 1806.
- Gramatica y apologia de la llengua cathalana. Barcelona, Juan Francisco Piferrer, 1814.
- Lógica y arte de bien hablar. Barcelona, Juan Francisco Piferrer, ca. 1815.
- Art de parlar ab Deu en la hora de la mort. Barcelona, A.Brusi, 1815.
- Pasatiempos de un gotoso en los ratos de tolerància. Razonamientos morales y literarios. Barcelona, Imp. Brusi, 1816.
- Cartilla de la llengua castellana y latina. Barcelona, Juan Francisco Piferrer, 1816.
- Compendio de la gramática filosòfica y razonada de la llengua castellana. Barcelona, 1818.
- Ensayo analítico y razonado de la Oración de Cicerón por la vuelta de M. Marcelo. Barcelona, Juan Francisco Piferrer, 1818.
- Principios de la llengua castellana con su correspondència francesa para los estranjeros. Barcelona.
- Gramática de la llengua castellana. Barcelona, Juan Piferrer, 1819.
- Plan de educación primaria, doméstica y adaptable a las escuelas particulares. Barcelona: Joan Francesc Piferrer, 1820.
- El naturalista convencido. Barcelona.